# Кулио
Артис Леон Айви-младший (англ. Artis Leon Ivey Jr. (1 августа 1963, Монессен, Пенсильвания — 28 сентября 2022, Лос-Анджелес, Калифорния), более известный как Coolio (рус. Ку́лио) — американский рэпер. Обрёл широкую известность в середине 1990-х годов благодаря своими альбомам It Takes a Thief (1994), Gangsta’s Paradise (1995) и My Soul (1997). Его песня «Gangsta’s Paradise» стала международным хитом и получила премию «Грэмми».

## Биография

### Ранние годы
Кулио родился 1 августа 1963 года в Монессене (округ Уэстморленд в штате Пенсильвания). Его мама работала на фабрике, а отец был плотником. Когда родители развелись, Кулио с матерью переехали в Комптон, штат Калифорния. Страдал из-за астмы. Много времени проводил в библиотеке. Начал читать рэп в подростковом возрасте, получив прозвище Кулио Иглесиас, в честь испанского певца Хулио Иглесиаса, которое позже сократилось до Кулио. Отбывал тюремный срок за воровство. В 1980-х годах пристрастился к крэку, но позже бросил наркотики. Некоторое время жил с отцом в Сан-Хосе. После колледжа работал в пожарной охране и охранником в лос-анджелесском аэропорту.
Многие полагают, что Кулио состоял в уличной банде из Лос-Анджелеса Poccet Hood Compton Crips, однако на самом деле он был из Mona Park Compton Crips.

### Музыкальная карьера
Свой первый сингл «Whatcha Gonna Do?» Кулио записал в 1987 году. В 1991 году присоединился к группе WC and the Maad Circle, возглавляемой рэпером WC.
В 1994 году Кулио подписал контракт с Tommy Boy Records и выпустил свой дебютный сольный альбом It Takes a Thief. Ведущий сингл с него «Fantastic Voyage» получил ротацию на MTV и достиг 3-го места в чарте Billboard Hot 100.
В 1995 году Кулио записал с певцом L.V. для фильма «Опасные умы» песню «Gangsta’s Paradise». Эта композиция стала одной из самых успешных рэп-песен всех времен. Песня возглавляла чарт Billboard Hot 100 в течение трёх недель и возглавила чарты множества других стран. Композиция получила премию «Грэмми» за лучшее сольное рэп-исполнение на церемонии «Грэмми-1996». Хотя первоначально песня не предназначалась для включения ни в один из альбомов Кулио, после её успеха она была включена в следующий альбом музыканта в качестве заглавного трека. Песня «Gangsta’s Paradise» основана на песне Стиви Уандера «Pastime Paradise», которая была записана двадцатью годами ранее и вышла в альбоме Songs in the Key of Life. У Кулио был конфликт с комедийным музыкантом Странным Элом Янковичем из-за его пародии «Amish Paradise» (позже Кулио извинился).
В 1997 году Кулио выпустил свой третий студийный альбом My Soul. Этот альбом имел успех, но уже более скромный, чем предыдущий. Хитом из альбома стала песня «C U When U Get There». Далее Кулио покинул лейбл Tommy Boy Records. Его последующие альбомы уже не попадали в музыкальные чарты. В 2006 году некоторый успех имела песня «Gangsta Walk», записанная со Снуп Доггом.

## Личная жизнь и смерть
Кулио был женат на Хосефе Салинас с 1996 по 2000 годы. В браке у него родилось четверо детей. У Кулио есть ещё шесть детей от других отношений.
28 сентября 2022 года 59-летний Кулио был обнаружен в Калифорнии без сознания в квартире его друга, на полу в ванной. Врачи констатировали смерть по прибытии. Менеджер Кулио заявил, что у него, похоже, произошла остановка сердца.
5 апреля 2023 года офис коронера округа Лос-Анджелес объявил, что рэпер умер от случайной передозировки фентанила, героина и метамфетамина.
Кулио был кремирован в ходе закрытой траурной церемонии. Его прах был помещён в ювелирные украшения, предназначенные для его родственников, а оставшаяся часть праха была помещена в урну.

## Дискография

### Альбомы
- 1994 — It Takes a Thief
- 1995 — Gangsta’s Paradise
- 1997 — My Soul
- 2001 — Coolio.com
- 2002 — El Cool Magnifico
- 2006 — The Return of the Gangsta
- 2008 — Steal Hear
- 2009 — From the Bottom 2 the Top

### Синглы
- 1993 — «County Line»
- 1994 — «I Remember» (featuring J-Ro and Billy Boy)
- 1994 — «Fantastic Voyage»
- 1994 — «Mama I’m in Love Wit’ a Gangsta» (featuring LeShaun)
- 1995 — «The Points» (with the Notorious B.I.G., Redman, Ill Al Skratch, Big Mike, Busta Rhymes, Buckshot and Bone Thugs-n-Harmony)
- 1995 — «Gangsta’s Paradise» (featuring L.V.)
- 1995 — «Too Hot»
- 1996 — «1, 2, 3, 4 (Sumpin’ New)»
- 1996 — «It’s All the Way Live (Now)» (featuring Lakeside)
- 1997 — «Hit ’Em High (The Monstars’ Anthem)» (with B-Real, Method Man, LL Cool J and Busta Rhymes)
- 1997 — «The Winner»
- 1997 — «C U When U Get There» (featuring 40 Thevz)
- 1997 — «Ooh La La»
- 2001 — «The Hustler» (featuring Kenny Rogers)
- 2003 — «I Like Girls»
- 2003 — «Ghetto Square Dance»
- 2003 — «Sunshine»
- 2006 — «Gangsta Walk» (featuring Snoop Dogg and Gangsta-Lu)
- 2008 — «Boyfriend»
- 2009 — «Change»
- 2009 — «Lady Vs Beat Nouveau»
- 2011 — «Gangsta’s Paradise 2K11» (vs. Kylian Mash & Rico Bernasconi)

## Фильмография
| Год       |    | Русское название           | Оригинальное название                              | Роль                    |
| --------- | -- | -------------------------- | -------------------------------------------------- | ----------------------- |
| 1995      | с  | Быть родителем             | The Parent 'Hood                                   | Гангстер                |
| 1995      | с  | Мартин                     | Martin                                             | играет себя             |
| 1995      | с  | Всякая всячина             | All That                                           | играет себя             |
| 1996      | ф  | Дорогой Боженька           | Dear God                                           | Джерард                 |
| 1996      | с  | Космос: Далёкие уголки     | Space: Above and Beyond                            | Хозяин Бахуса           |
| 1996      | с  | Опасные умы                | Dangerous Minds                                    | секс-инструктор         |
| 1996      | с  | Сабрина — маленькая ведьма | Sabrina the Teenage Witch                          | играет себя             |
| 1997      | ф  | Бэтмен и Робин             | Batman & Robin                                     | Джонатан Крейн          |
| 1997      | ф  | Гори, Голливуд, гори       | An Alan Smithee Film: Burn Hollywood Burn          | Дион Бразерс            |
| 1998      | ф  | Судный день                | Judgment Day                                       | Лютер / «Люцифер»       |
| 1998      | с  | Няня                       | The Nanny                                          | Ирвин                   |
| 1998      | с  | V.I.P.                     | V.I.P.                                             | играет себя             |
| 1999      | с  | Завтра наступит сегодня    | Early Edition                                      | Джулиус «Си-Рок» Руби   |
| 1999      | с  | Малькольм и Эдди           | Malcolm & Eddie                                    | Трой Дженсен            |
| 2000      | ф  | Женский монастырь          | The Convent                                        | офицер Старки           |
| 2000      | ф  | Лепрекон 5: Сосед          | Leprechaun in the Hood                             | играет себя             |
| 2000      | ф  | Срочное погружение         | Submerged                                          | Джефф Корт              |
| 2000      | ф  | Ну очень страшное кино     | Shriek If You Know What I Did Last Friday the 13th | директор Интерес        |
| 2000      | ф  | Шанхайский связной         | China Strike Force                                 | играет себя             |
| 2000      | с  | Арлисс                     | Arliss                                             | Эрнест                  |
| 2001      | ф  | Парфюм                     | Perfume                                            | Ти                      |
| 2001      | ф  | Погоня                     | In Pursuit                                         | Карл Райт               |
| 2001      | ф  | Вирус любви                | Get Over It                                        | играет себя             |
| 2001      | с  | Клоун                      | Der Clown                                          | играет себя             |
| 2001—2010 | мс | Футурама                   | Futurama                                           | Кванза-бот              |
| 2002      | с  | Зачарованные               | Charmed                                            | демон Лазаря            |
| 2002      | с  | Убойный отдел              | Robbery Homicide Division                          | Грег / Джи-Даун         |
| 2002      | мс | Статический шок            | Static Shock                                       | Репликон / Марвин Ропер |
| 2003      | ф  | Бит                        | The Beat                                           | Эмси                    |
| 2003      | ф  | Сорвиголова                | Daredevil                                          | Данте Джексон           |
| 2003      | ф  | Украсть Кэнди              | Stealing Candy                                     | Брэд Ворман             |
| 2003      | ф  | Мёртвая вода               | Red Water                                          | Айс                     |
| 2004      | ф  | Чудесная ночь в Сплите     | A Wonderful Night in Split                         | Фрэнки                  |
| 2004      | ф  | Дракула 3000               | Dracula 3000                                       | 187                     |
| 2005      | ф  | Птеродактиль               | Pterodactyl                                        | капитан Берген          |
| 2005      | с  | Джоуи                      | Joey                                               | играет себя             |
| 2006      | с  | Клуб                       | Клуб                                               | играет себя             |
| 2007      | ф  | Три дня до Вегаса          | Three Days to Vegas                                | Флоу                    |
| 2012      | мс | Гравити Фолз               | Gravity Falls                                      | играет себя             |
| 2014      | с  | Чёрный Иисус               | Black Jesus                                        | играет себя             |
| 2017      | с  | Училки                     | Teachers                                           | мистер Венс             |